# 葉子寮
葉子藔，原寫為葉仔藔，是臺灣嘉義縣民雄鄉的一個傳統地域名稱，位於該鄉東北端。相較於今日行政區，其範圍大致與東興村相近。

## 歷史
台灣日治初期，葉子藔地區為一街庄（舊制街庄），稱為「葉仔藔庄」，隸屬於打貓東下堡。該庄輪廓呈西北—東南狹長走向，其北及東北與中坑庄為鄰，東南與雙溪庄、沙坑仔庄為鄰，南邊東段為獅仔頭庄、松仔腳庄，南邊西段及西邊為陳厝藔庄。
1901年（日治明治三十四年）11月11日，全台設置二十廳，該庄隸屬於嘉義廳。1904年（明治三十七年）2月15日，該庄編入「大崎腳區」，隸屬於嘉義廳。1909年（明治四十二年）10月25日，全台整併二十廳為十二廳，該庄仍隸屬於嘉義廳。1910年（明治四十三年）1月18日，各區管轄區域調整，該庄仍隸屬於嘉義廳的「大崎腳區」。
1920年（大正九年）10月1日，全台廢十二廳改設五州二廳，該庄改制並雅化為「葉子藔」大字，隸屬於臺南州嘉義郡民雄庄（新制街庄）。
戰後民雄庄改制為民雄鄉，隸屬於臺南縣，大字亦改制為村。1950年（民國39年）10月，雲、嘉、南分治，民雄鄉改隸屬於嘉義縣。

## 聚落
本地區發展較早的聚落有葉仔藔、埤藔、田藔等，在日治期初期的官方地圖上已有記載。

## 交通
國道3號又稱「福爾摩沙高速公路」，是貫穿台灣西部的兩條縱向高速公路之一，經過本地區中部偏東地帶。最近的交流道在北側是縣道162號交會處的梅山交流道；在南側是縣道166號交會處（南出北入）暨其南邊縣道159號交會處北側迴轉道（北出南入）聯合運作的竹崎交流道（兩端之間設有側車道鄉道嘉147線可以互相連接）。由此等可快速前往國道3號沿線各地。
鄉道嘉106線是菁埔至大草埔的道路。
鄉道嘉104-1線是麻園寮至葉仔寮的道路。